# Uruguay op de Olympische Zomerspelen 2012
Uruguay nam deel aan de Olympische Zomerspelen 2012 in Londen, Verenigd Koninkrijk.

## Deelnemers en resultaten
(m) = mannen, (v) = vrouwen

### Atletiek
| Olympiër          | Onderdeel        | Resultaat | Prestatie              |
| ----------------- | ---------------- | --------- | ---------------------- |
| Andrés Silva      | 400 m horden (m) | series    | serie 6: 53,38 (8e)    |
|                   |                  |           |                        |
| Déborah Rodríguez | 400 m horden (v) | series    | serie 5: 57,04 NR (7e) |

### Judo
| Olympiër    | Onderdeel                  | Resultaat | Prestatie                           |
| ----------- | -------------------------- | --------- | ----------------------------------- |
| Juan Romero | middengewicht (-90 kg) (m) | 1/16F     | 1/16F: verloor van KOR Song Dae-nam |

### Roeien
| Olympiër                          | Onderdeel             | Resultaat | Prestatie                                                                                      |
| --------------------------------- | --------------------- | --------- | ---------------------------------------------------------------------------------------------- |
| Rodolfo Collazo Emiliano Dumestre | lichte dubbeltwee (m) | 16e       | serie 4: 6.58,63 (4e) herkansing 1: 6.51,67 (5e) HF C/D 2: 7.11,20 (3e) C-finale: 6.51,94 (4e) |

### Schietsport
| Olympiër      | Onderdeel        | Resultaat | Prestatie         |
| ------------- | ---------------- | --------- | ----------------- |
| Rudi Lausarot | 10 m luchtgeweer | 47e       | kwalificatie: 575 |

### Voetbal
| Olympiër | Onderdeel | Resultaat  | Prestatie                                                                                             |
| --- | --------- | ---------- | --- |
| Olympisch elftal Matías Aguirregaray Emiliano Albín Egidio Arévalo Ríos Ramón Arias Maximiliano Calzada Martín Campaña Edinson Cavani Sebastián Coates Abel Hernández Nicolás Lodeiro Gastón Ramírez Diego Rodríguez Alexis Rolín Luis Suárez Jonathan Urretaviscaya Tabaré Viudez | mannen    | groepsfase | groep A: 3e Uruguay 2-1 Verenigde Arabische Emiraten Uruguay 0-2 Senegal Uruguay 0-1 Groot-Brittannië |

Egidio Arévalo Ríos, Edinson Cavani en Luis Suárez waren dispensatiespelers (

### Wielersport
| Olympiër   | Onderdeel        | Resultaat | Prestatie      |
| ---------- | ---------------- | --------- | -------------- |
| Jorge Soto | wegwedstrijd (m) | dnf       | niet gefinisht |

### Zeilen
| Olympiër         | Onderdeel        | Resultaat | Prestatie                                                    |
| ---------------- | ---------------- | --------- | ------------------------------------------------------------ |
| Alejandro Foglia | laser (m)        | 8e        | totaal: 106 punten (15-3-28-27-30-6-9-3-5-6-medaillerace: 2) |
|                  |                  |           |                                                              |
| Andrea Foglia    | laser radial (v) | 38e       | totaal: 303 punten (39-34-37-26-32-40-38-31-33-33)           |

### Zwemmen
| Olympiër          | Onderdeel      | Resultaat | Prestatie                       |
| ----------------- | -------------- | --------- | ------------------------------- |
| Gabriel Melconian | 100 m vrij (m) | series    | serie 4: 50,68 (6e; 35e tijd)   |
|                   |                |           |                                 |
| Ines Remarsaro    | 100 m rug (v)  | series    | serie 1: 1.08,03 (3e; 43e tijd) |

Afghanistan · Albanië · Algerije · Amerikaanse Maagdeneilanden · Amerikaans-Samoa · Andorra · Angola · Antigua en Barbuda · Argentinië · Armenië · Aruba · Australië · Azerbeidzjan · Bahama's · Bahrein · Bangladesh · Barbados · België · Belize · Benin · Bermuda · Bhutan · Bolivia · Bosnië en Herzegovina · Botswana · Brazilië · Britse Maagdeneilanden · Brunei · Bulgarije · Burkina Faso · Burundi · Cambodja · Canada · Centraal-Afrikaanse Republiek · Chili · China · Chinees Taipei · Colombia · Comoren · Congo-Brazzaville · Congo-Kinshasa · Cookeilanden · Costa Rica · Cuba · Cyprus · Denemarken · Djibouti · Dominica · Dominicaanse Republiek · Duitsland · Ecuador · Egypte · El Salvador · Equatoriaal-Guinea · Eritrea · Estland · Ethiopië · Fiji · Filipijnen · Finland · Frankrijk · Gabon · Gambia · Georgië · Ghana · Grenada · Griekenland · Groot-Brittannië · Guam · Guatemala · Guinee · Guinee‑Bissau · Guyana · Haïti · Honduras · Hongarije · Hongkong · Ierland · IJsland · India · Indonesië · Irak · Iran · Israël · Italië · Ivoorkust · Jamaica · Japan · Jemen · Jordanië · Kaaimaneilanden · Kaapverdië · Kameroen · Kazachstan · Kenia · Kirgizië · Kiribati · Koeweit · Kroatië · Laos · Lesotho · Letland · Libanon · Liberia · Libië · Liechtenstein · Litouwen · Luxemburg · Macedonië · Madagaskar · Malawi · Maldiven · Maleisië · Mali · Malta · Marshalleilanden · Marokko · Mauritanië · Mauritius · Mexico · Micronesië · Moldavië · Monaco · Mongolië · Montenegro · Mozambique · Myanmar · Namibië · Nauru · Nederland · Nepal · Nicaragua · Nieuw-Zeeland · Niger · Nigeria · Noord-Korea · Noorwegen · Oeganda · Oekraïne · Oezbekistan · Oman · Oostenrijk · Oost-Timor · Pakistan · Palau · Palestina · Panama · Papoea-Nieuw-Guinea · Paraguay · Peru · Polen · Portugal · Puerto Rico · Qatar · Roemenië · Rusland · Rwanda · Saint Kitts en Nevis · Saint Lucia · Saint Vincent en Grenadines · Salomonseilanden · Samoa · San Marino · Sao Tomé en Principe · Saoedi-Arabië · Senegal · Servië · Seychellen · Sierra Leone · Singapore · Slovenië · Slowakije · Soedan · Somalië · Spanje · Sri Lanka · Suriname · Swaziland · Syrië · Tadzjikistan · Tanzania · Thailand · Togo · Tonga · Trinidad en Tobago · Tsjaad · Tsjechië · Tunesië · Turkije · Turkmenistan · Tuvalu · Uruguay · Vanuatu · Venezuela · Verenigde Arabische Emiraten · Verenigde Staten · Vietnam · Wit-Rusland · Zambia · Zimbabwe · Zuid-Afrika · Zuid-Korea · Zweden · Zwitserland · Onafhankelijke atleten